# Syrius Eberle
Syrius Eberle (9 de diciembre de 1844 - 12 de abril de 1903) fue un escultor alemán y profesor de arte.

## Biografía

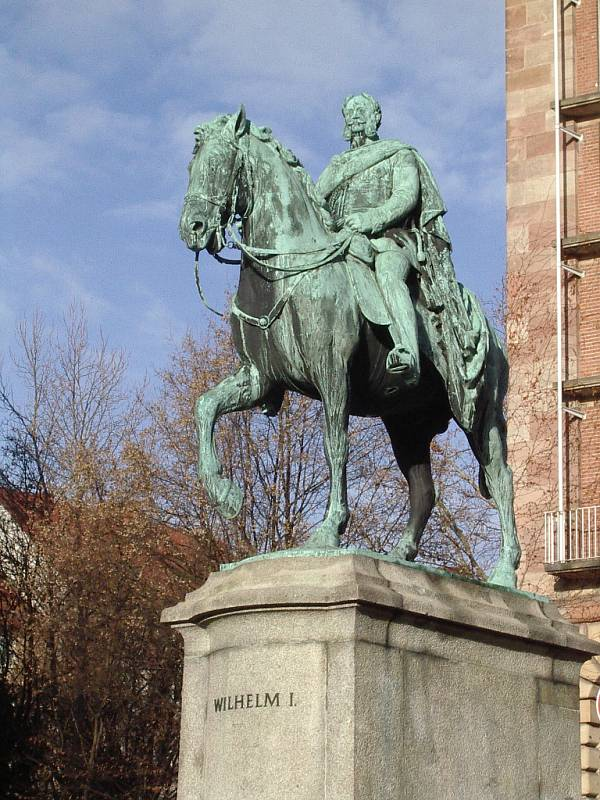
Estatua ecuestre del Kaiser Guillermo I en Núremberg.

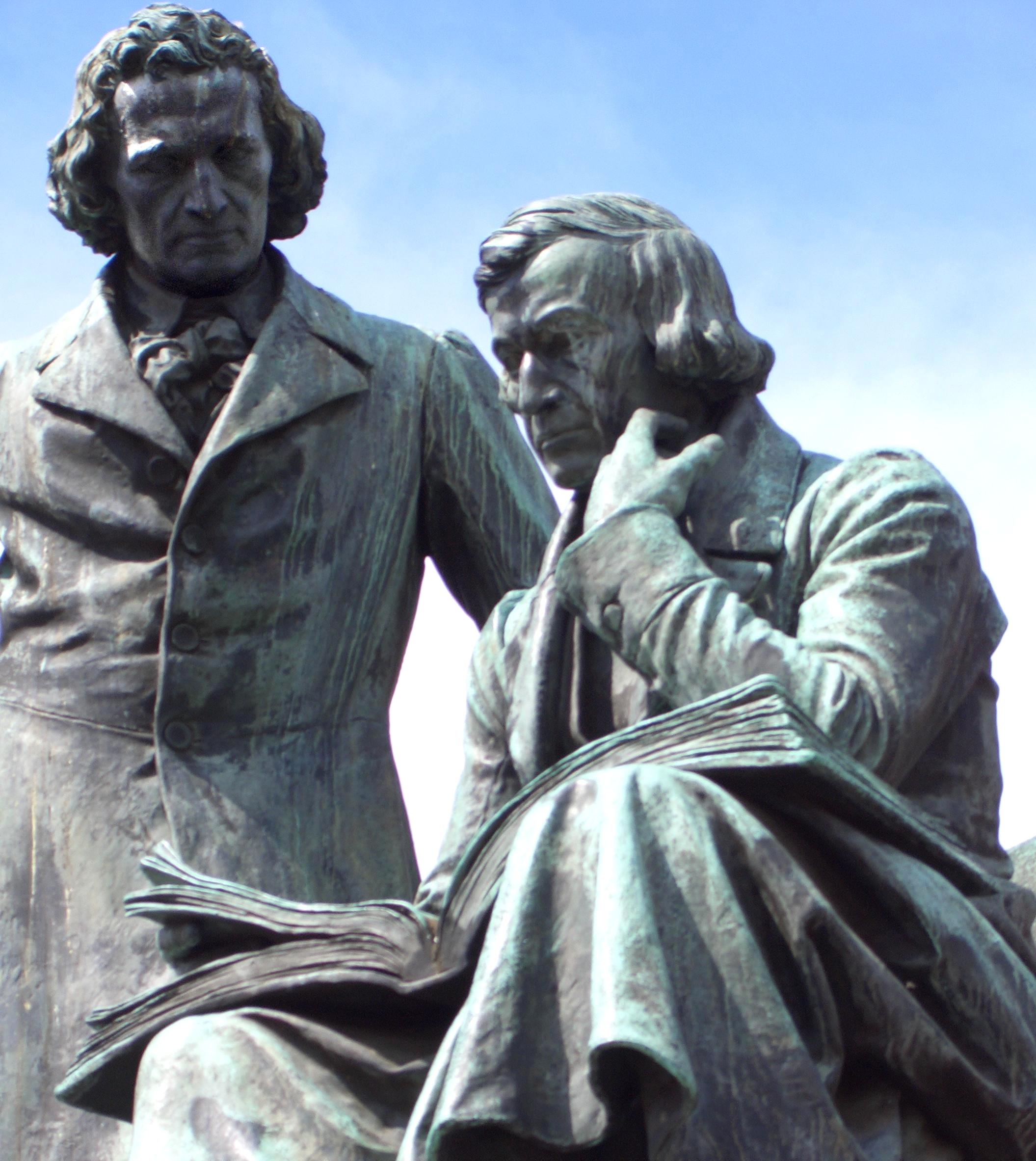
Monumento Nacional a los Hermanos Grimm en Hanau.

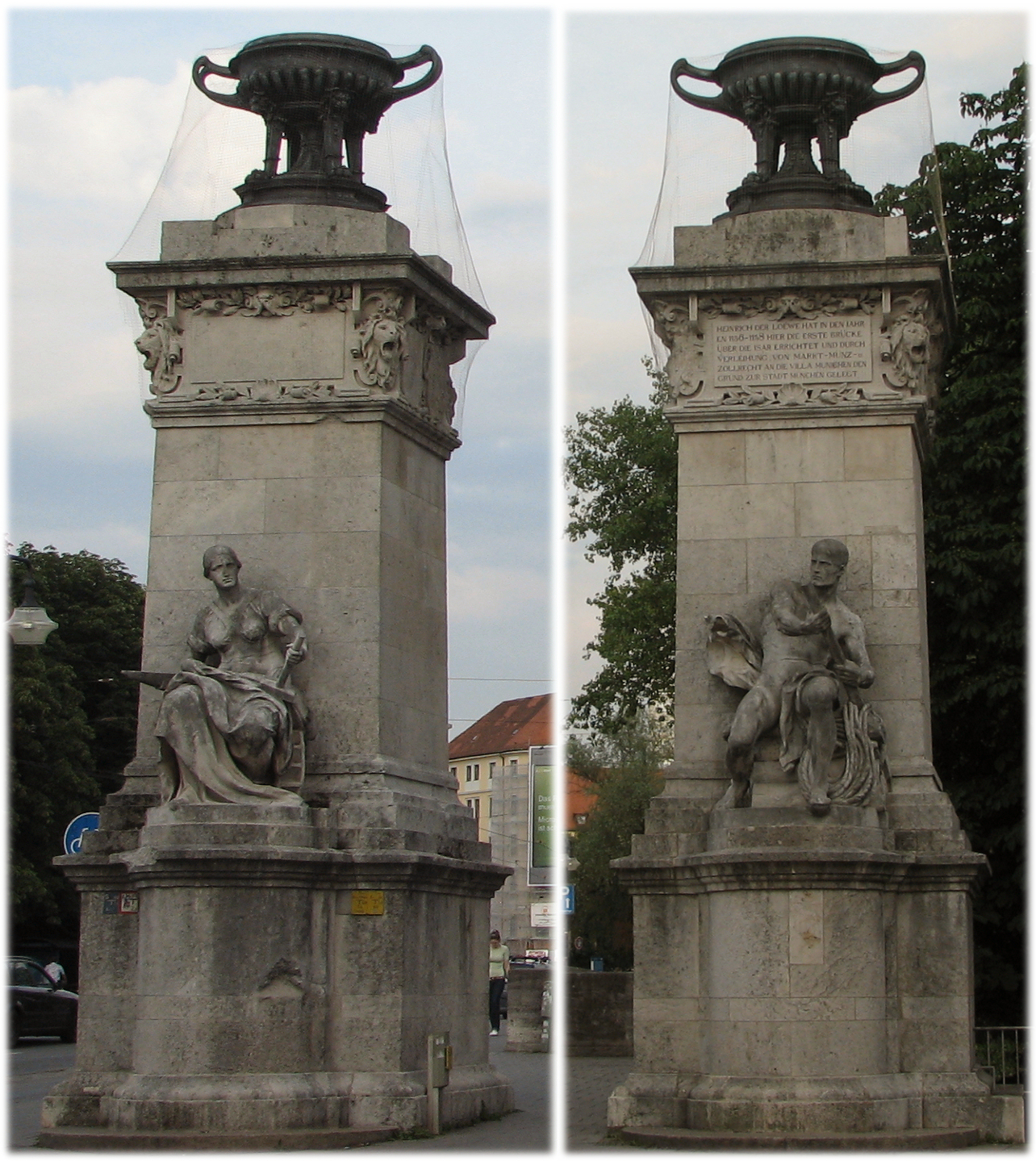
Dos de los pilones de Eberle para el Ludwigsbrücke (Puente de Ludwig), Múnich.

Eberle nació en Pfronten, Algovia, siendo el hijo de un carpintero. Creció en el Stapferhaus en Pfronten. Contrajo matrimonio con la hija del litógrafo Thomas Driendl (1805-1859), también de Pfronten.
Eberle primero se formó como ebanista, y después estudió de 1866 a 1872 en la Real Academia de Bellas Artes (Königliche Kunstakademie) en Múnich. Desde 1884 fue él mismo profesor en el departamento de escultura religiosa de la Academia. Entre sus estudiantes estaban Georg Pezold, Heinrich Düll, Heinrich Waderé, Johann Vierthaler, Max Heilmaier, Georg Wrba, Georg Busch, Clemens Buscher, Josef Rauch, Bruno Diamant,  Josef Flossmann, August Drumm, Emil Dittler e Ignatius Taschner.
El rey Luis II de Baviera le realizó varios encargos para la decoración de sus castillos recién construidos, y también para figuras individuales, grupos, paneles y para casi todos sus carruajes y trineos. También creó el antiguo memorial de guerra en Kempten, que en su tiempo permanecía en pie donde ahora se sitúa la estación de autobuses. Las figuras de bronce fueron fundidas durante la II Guerra Mundial.
En 1889 su diseño para el concurso de un monumento nacional a los Hermanos Grimm alcanzó solo el tercer premio. Sin embargo, los organizadores no se pusieron de acuerdo sobre el diseño que ganó el primer premio, por el escultor Max Wiese, al punto que buscaron la opinión del hijo de Wilhelm Grimm, el historiador de arte y literatura Herman Grimm de Berlín. Este se decidió por el diseño de Eberle, y la comisión para la realización del monumento por tanto le fue dada a él. El 18 de octubre de 1896 tuvo lugar la inauguración formal del monumento.
Durante los años 1890-1892 Eberle realizó los cuatro pilones para el Ludwigsbrücke ("Pruente de Ludwig") en Múnich, así como el monumento de 1890 en la Ottostrasse a Franz Xaver Gabelsberger, el inventor de la estenografía.
Como profesor de la Academia de Bellas Artes de Múnich (Kunstakademie) Eberle fue miembro en 1893 de la comisión formada para evaluar las sugerencias para el nuevo edificio del Museo Nacional Bávaro (Bayerisches Nationalmuseum) construido en 1894/95.
También ganó el concurso de agosto de 1897 para la estatua ecuestre del Kaiser Guillermo I en Núremberg, pero murió antes de su terminación; el encargo de esta petición pasó entonces a Wilhelm von Rümann que terminó los trabajos.
Eberle fue además miembro de la Albrecht-Dürer-Verein en Múnich, una asociación de estudiantes de la Academia de Artes fundada en 1885 por el escultor Georg Busch. Aquí también dio sesiones vespertinas de composición de temas cristianos. Se retiró a Bolzano en el Tirol del Sur, donde murió en 1903.